# John Wayne Gacy
John Wayne Gacy jr. (Chicago (Illinois), 17 maart 1942 – Joliet (Illinois), 10 mei 1994) was een Amerikaanse seriemoordenaar. Hij werd veroordeeld en later geëxecuteerd voor de verkrachting van en moord op 33 jongens en mannen, van wie hij er tussen 1972 en 1978 29 in zijn kruipruimte had begraven. Gacy was berucht onder de namen Killer Clown of Pogo de Clown omdat hij zich als clown verkleedde en zo op feestjes kinderen vermaakte. 

## Levensloop

### Jeugd
Gacy werd geboren als het middelste van drie kinderen (hij had een oudere en een jongere zus). Zijn vader, John Wayne Gacy Senior, was alcoholist en mishandelde de jonge John Wayne die in zijn ogen maar een zwakkeling was, omdat hij onder andere niet van vissen en van jagen hield. Gacy (en zijn zussen) bezochten katholieke scholen en werden ook katholiek opgevoed. Gacy was als jongen al gefascineerd door de politie en wilde later ook agent worden. Op elfjarige leeftijd werd John Wayne op zijn achterhoofd geraakt door een schommel. Hij bleef vervolgens last houden van 'black-outs', tot op zeventienjarige leeftijd werd vastgesteld dat het ongeluk een bloedprop had veroorzaakt, die met medicijnen werd verholpen.

### De tussenjaren
Gacy verhuisde naar Las Vegas en kwam daar voor het eerst in aanraking met justitie toen hij samen met anderen werd aangehouden wegens een aantal bedrijfsinbraken.
Na zijn korte verblijf in Las Vegas, begon Gacy als schoenenverkoper in Springfield, waar hij een prominent lid van de Jaycees werd. In 1964 trouwde Gacy en verhuisde hij naar Waterloo in Iowa, waar hij de leiding kreeg over een Kentucky Fried Chicken restaurant dat aan zijn schoonfamilie toebehoorde. Hij kreeg twee kinderen.

### Tekenen aan de wand
In 1968 reed Gacy naar huis toen hij op straat de vijftienjarige Donald Voorhees tegenkwam. Hij kende Voorhees via diens vader, die ook lid van de Jaycees was. Hij nodigde de jongen bij hem thuis uit, zijn vrouw lag nog in het ziekenhuis na de bevalling van hun tweede kind. Eenmaal thuis voerde hij de jongen dronken, begon met hem over seks te praten en stelde voor de jongen een pornofilm te laten zien. Dit leidde uiteindelijk tot orale seks. Na het gebeuren probeerde Gacy Voorhees om te kopen en te bedreigen, hij zei onder andere dat hij connecties had met de maffia. De jongen vertelde echter alles aan de politie en Gacy werd aangehouden wegens sodomie. Tijdens het proces kwamen meer jongens naar voren die beweerden door Gacy misbruikt te zijn. Uiteindelijk werd hij veroordeeld tot tien jaar gevangenisstraf, waar hij wegens goed gedrag slechts zestien maanden van uitzat. Na zijn veroordeling verliet zijn vrouw hem en nam de twee kinderen mee. Gacy zou ze nooit meer terugzien. Ook overleed Gacy's vader terwijl hij vast zat. Gacy, die ondanks alles diep van zijn vader hield, was ervan overtuigd dat hij was overleden vanwege de schaamte om zijn zoon.

### Pogo de Clown
Na zijn vrijlating verhuisde Gacy terug naar Chicago en trok daar bij zijn moeder in. Kort daarna trouwde Gacy opnieuw en zijn vrouw en haar twee dochters kwamen bij hem inwonen, zodat zijn moeder moest verhuizen. Hij werd actief voor de Democratische Partij en ontmoette zelfs first lady Rosalynn Carter. Ook verkleedde Gacy zich graag als de clown 'Pogo' en trad dan op bij kinderfeestjes en in ziekenhuizen. Gacy's maatschappelijke carrière floreerde en hij begon een succesvol aannemersbedrijf.
Nadien zou, onder andere door het op Gacy gebaseerde karakter Pennywise the Clown uit het boek "Het" van Stephen King, de link worden gelegd tussen de clownsoptredens en de moorden. In werkelijkheid stonden de optredens en de moorden los van elkaar en heeft Gacy noch een moord gepleegd in clownspak, noch zijn alias als Pogo op enige wijze gebruikt om de moorden te faciliteren.

### Het begin van het einde
Ondertussen kwam Gacy opnieuw in aanraking met de politie doordat een jongen aangifte had gedaan van seksueel misbruik. Doordat de jongen de aangifte niet doorzette, kwam Gacy met de schrik vrij. Ook het huwelijk liep langzaam op de klippen. Seksueel stelde het niet veel meer voor. Het werd echter voor zijn vrouw ondragelijk toen ze homo-erotische pornografie bij Gacy aantrof, waarop deze verklaarde biseksueel te zijn en niet langer bereid te zijn met haar naar bed te gaan.
Toen in 1976 zijn tweede huwelijk stukliep, begon Gacy vrijelijker op zoek te gaan naar jongens. Zo probeerde hij een jongen die voor hem werkte, te verleiden. Toen dat de eerste keer mislukte, probeerde hij hem de tweede keer met een goocheltruc om de tuin te leiden. Deze trucs zouden zijn handelsmerk worden. Gacy liet de jongen handboeien omdoen en vertelde dan dat de truc was dat die zonder sleutel los te krijgen. De jongen, die het niet vertrouwde, slaagde er echter in de handboeien los te krijgen en te ontsnappen. Dat zou Gacy niet nog eens laten gebeuren.

### Robert Piest
In december 1978 verdween de vijftienjarige Robert Piest. Hij werd het laatst gezien bij de apotheek waar hij werkte. Bij zijn vertrek vertelde hij dat hij met een aannemer over een baantje ging praten. Dat leidde de politie naar Gacy, die werd uitgenodigd voor verhoor. Na een paar keer afgezegd te hebben, verscheen Gacy uiteindelijk en legde een ontkennende verklaring af; hij zou de jongen alleen werk aangeboden hebben. Bij huiszoeking vond detective Joseph Kozenczak geen spoor van Piest, maar wel persoonlijke eigendommen die van verdwenen jongens afkomstig waren, en een bonnetje van de apotheek waar Piest gewerkt had. Het vermoeden rees dat Gacy meer van deze verdwijningen af moest weten, maar hard bewijs was er niet. 
Besloten werd om de man onder 24-uurs observatie te nemen. Dit zorgde bij Gacy voor de nodige spanningen, maar ook voor bizarre confrontaties. Zo nodigde Gacy het observatieteam bij hem uit voor een diner. Tijdens dat etentje roken de agenten een vreemde, penetrante lucht in het huis, die een van hen later herkende als de geur die in een mortuarium hangt. Ook vertelde Gacy vol trots over zijn optredens als 'Pogo' en voegde eraan toe: "You know a clown can get away with murder."

### Kruipruimte
Op 22 december 1978 reed Gacy langs een aantal vrienden om afscheid te nemen. Het observatieteam vreesde dat het een teken was dat Gacy onder de druk was bezweken en zelfmoord wilde plegen. Een van zijn vrienden gaf hij ook een zakje hasj. Daarna reed hij naar zijn advocaat, waar hij de hele nacht bleef. Hierbij bekende hij 33 moorden te hebben gepleegd, waarvan de eerste al in januari 1972. Tegelijkertijd kon de politie Gacy aanhouden wegens het bezit van hasj en werd een huiszoekingsbevel afgegeven.
Tijdens de huiszoeking werden in de kruipruimte van Gacy's huis al snel menselijke resten gevonden en daarmee geconfronteerd legde Gacy een bekennende verklaring af. De politie, die ook nog steeds Piest zocht, kreeg te horen dat hij het lijk van Piest in de rivier had gedumpt. De reden dat Gacy zijn afspraak om een verklaring te komen afleggen, had verzet, was dat hij tijd nodig had om het lijk weg te werken.

## De slachtoffers
Gacy bleek al jaren jongens en mannen naar zijn huis te lokken. De meeste van zijn slachtoffers waren mannelijke prostituees, anderen had Gacy in de loop der tijd bij zijn aannemersbedrijf aangenomen. Geen van de vermissingen viel erg op doordat de jongens vaak van huis waren weggelopen of een zwervend bestaan leidden. Gacy zelf zag zijn slachtoffers als uitschot en vond dat hij de wereld een dienst had bewezen. Dat kwam deels doordat hij vanuit een zogeheten geïnternaliseerde homofobie homoseksuelen (en daarmee zichzelf) verachtte, terwijl een aantal jongens vrijwillig (eventueel tegen betaling) op zijn seksuele avances inging. Gacy bagatelliseerde zijn daden met de opmerking dat hij eigenlijk alleen veroordeeld kon worden voor het runnen van een mortuarium zonder vergunning.
Gacy gebruikte soms chloroform als een slachtoffer al vanaf het begin onwillig was, andere keren gebruikte hij de eerder genoemde 'handboeitruc'. Zijn favoriete moordmethode was de 'touwtruc', waarbij hij een lus om de nek van zijn slachtoffer legde en de knoop dan een aantal keer aandraaide tot het slachtoffer gestikt was. Vaak suggereerde Gacy dat hij politieagent was en bij huiszoeking werden verschillende politiepenningen aangetroffen. Om zijn slachtoffers nog meer te intimideren, zei hij ook wel dat hij maffia-connecties had.
Acht van de lijken werden gedeeltelijk pas later geïdentificeerd. Als laatste werd in april 1979 het lichaam van Robert Piest uit de rivier gedregd.
De namen van de bekende slachtoffers (met leeftijd en datum van verdwijning): 
- Timothy McCoy (16) - 3 januari 1972
- John Butkovitch (17) - 21 juli 1975
- Darrell Sampson (18) - 6 april 1976
- Randall Reffett (15) - 14 mei 1976
- Sam Stapleton (14) - 14 mei 1976
- Michael Bonnin (17) - 3 juni 1976
- William Carroll (16) - 13 juni 1976
- James Haakenson (16) - 6 augustus 1976[1]
- Rick Johnston (17) - 6 augustus 1976
- Kenneth Parker (16) 24 oktober 1976
- Michael Marino (14) 24 oktober 1976
- William Bundy (19) - 26 oktober 1976[2]
- Francis Alexander (21) - december 1976[3]
- Gregory Godzik (17) - 12 december 1976
- John Szyc (19) - 20 januari 1977
- Jon Prestidge (20) - 15 maart 1977
- Matthew Bowman (19) - 5 juli 1977
- Robert Gilroy (18) - 15 september 1977
- John Mowery (19), 25 september 1977
- Russell Nelson (21), 17 oktober 1977
- Robert Winch (16), 10 november 1977
- Tommy Boling (20), 18 november  1977
- David Talsma (19), 9 december 1977
- William Kindred (19), 16 februari 1978
- Timothy O'Rourke (20), juni 1978
- Frank Landingin (19), 4 november 1978
- James Mazzara (21), 24 november 1978
- Robert Piest (15), 11 december 1978

## Proces en executie
Op 6 februari 1980 begon in Chicago het proces tegen de 'Killer Clown'. Gacy verklaarde niet schuldig te zijn aan de moorden, hij achtte zichzelf ontoerekeningsvatbaar en zijn advocaat specificeerde dit door daaraan toe te voegen dat dit gold voor de momenten waarop de moorden werden gepleegd. Een batterij getuigen werd opgeroepen om de stelling te onderbouwen, waaronder Gacy's moeder en zus. Het mocht echter niet baten en Gacy werd ter dood veroordeeld.
In de veertien jaar die Gacy nog op zijn executie moest wachten begon hij te schilderen (vooral clowns en Sneeuwwitje en de zeven dwergen) en schreef hij een boek, 'A Question of Doubt', waarin hij beweerde dat hij onschuldig was en het slachtoffer van een complot tegen hem.
Op 10 mei 1994 werd Gacy door middel van een dodelijke injectie geëxecuteerd in het Stateville Correctional Center nabij de stad Joliet. Als laatste maaltijd koos hij voor gebakken kip, gebakken garnaal, patat en aardbeien. Op de executie was een massa mensen afgekomen, die buiten de inrichting demonstreerde en juichte toen Gacy doodverklaard werd. Ook werd allerlei Gacy-merchandise zoals T-shirts verkocht.
De executie van Gacy verliep niet geheel vlekkeloos; de chemicaliën die voor de dodelijke injectie gebruikt werden, vermengden zich zo, dat ze samenklonterden en het 27 minuten duurde voordat Gacy daadwerkelijk dood was. Dit was voor de staat Illinois aanleiding om een andere methode van dodelijke injectie te gaan hanteren. De laatste woorden van Gacy hielden in dat het doden van hem geen van de slachtoffers zou doen herleven en zijn laatste woorden waren "You can kiss my ass", gezegd tegen de bewaker die hem begeleidde naar de executieruimte.

## Psyche
Door sommigen werden zijn daden aangewezen als het resultaat van de slechte relatie met zijn alcoholistische vader, zijn hoofdpijnen en optredende black-outs in zijn jeugd. Er wordt ook gespeculeerd dat het uitkiezen van jonge jongens en mannen, die door Gacy "waardeloze flikkertjes en punks" genoemd werden, als slachtoffers uiting waren van Gacys onderbewuste zelfhaat voor zijn geïnternaliseerde homofobie. Gacy beweerde homo's en mannen die zich zo gedroegen te haten en hij zei tegen de politie biseksueel te zijn "I still have a little pride!".
Na zijn executie werden Gacys hersenen verwijderd en onderzocht door dr. Helen Morrison, die Gacy en andere seriemoordenaars had geïnterviewd met als doel een gemeenschappelijke persoonlijkheid uit seriemoordenaars te distilleren. Een onderzoek door de forensisch psychiater die door zijn advocaten was ingehuurd, bracht geen abnormale hersenverschijnselen aan het licht. Morrison stelde dat Gacy niet paste in het psychologisch profiel dat bij andere seriemoordenaars was vastgesteld, en zijn motieven niet psychologisch verklaard konden worden. Dr. Morrison kwam echter in opspraak toen bleek dat veel van haar bevindingen op onjuistheden berustten en ze haar claim meer dan 80 moordenaars geïnterviewd te hebben niet kon waarmaken.

## In de media
Het verhaal van de moordlustige clown is naar aanleiding van Gacy's moorden op vele manieren in de cultuur tot uitdrukking gebracht, onder andere:

### Boeken
- De clown Pennywise uit het boek It van Stephen King was gebaseerd op Gacy's gruwelijke praktijken.
- Advocaat Terry Sullivan en auteur Peter Maiken brachten in 2000 het boek Killer Clown: The John Wayne Gacy Murders uit. Hierin worden het onderzoek naar een van de slachtoffers, de daaropvolgende onthullingen en de rechtszaak tegen Gacy beschreven.

### Muziek
- Sufjan Stevens heeft op het album Illinois een emotioneel nummer “John Wayne Gacy Jr” over het leven van Gacy.
- De band Fear Factory nam een nummer over Gacy op getiteld "Suffer Age" voor het album Soul of a New Machine.
- De band Nights Like These noemde hun derde album "The Only Clown I'm Down With Is Gacy".
- De toetsenist van Marilyn Manson, Madonna Wayne Gacy (Stephen Bier), gebruikte Gacy's naam.
- Een nummer van de band Gorerotted gaat over Gacy en andere (serie)moordenaars (To Catch a Killer - A Serial Sing-A-Long).
- De band MACABRE componeerde het nummer "Gacy's lott", te horen op het album Sinister Slaughter.
- De band Church of Misery baseerde het nummer "Master of Brutality" van het gelijknamige album op Gacy.
- De punkzanger GG Allin schreef het nummer "J.W. Gacy" en zocht Gacy ook een aantal keer op in de gevangenis.
- De band Dog Fashion Disco schreef het nummer "Pogo the clown", dat over Gacy gaat.
- De band Deer Tick schreef het nummer "Clownin Around", dit gaat over Gracy's leven
- De band SKYND bracht in september van 2022 het nummer "John Wayne Gacy" uit.

### Film en televisie
- De miniserie It uit 1990 en de gelijknamige film uit 2017 zijn gebaseerd op het boek It van Stephen King, en daarmee indirect op Gacy.
- De Amerikaanse televisieserie Prison Break is gedeeltelijk opgenomen in de cel van Gacy.
- In de miniserie To Catch a Killer (1992) wordt Gacy vertolkt door acteur Brian Dennehy.
- De Canadese film Dear Mr. Gacy (2010) vertelt een fictief verhaal met Gacy in de hoofdrol.
- American Horror Story: Hotel, als de geest van John Wayne Gacy in Devil's Night (2015).
- Conversation with a Killer: The John Wayne Gacy Tapes, (2022) een documentaire serie over het onderzoek en de rechtszaak van Gacy.
- Dahmer – Monster: The Jeffrey Dahmer Story (2022) als John Wayne Gacy de killer clown vertolkt door Dominic Burgess.

### Overig
- In november 1998 werden nog opgravingen gedaan naar mogelijke slachtoffers van Gacy. Een privédetective beweerde Gacy destijds te hebben zien graven en na een actie van bezorgde burgers besloot de politie onderzoek te verrichten. Er werd niets gevonden.
- Gacy lijkt medeverantwoordelijk te zijn voor de verkiezingsnederlaag van president Carter. Hij stond al niet goed in de peilingen maar de arrestatie van Gacy en de publicatie van de foto waarop hij samen met first lady Rosalyn Carter was afgebeeld deden de campagne geen goed.
- In 2006 was Gacy te zien in de serie South Park, de aflevering Hell on Earth, waarin Gacy met nog twee andere moordenaars, Ted Bundy en Jeffrey Dahmer, de verjaardagstaart van satan moet ophalen op aarde.